# Navetes de Rafal Rubí
Les navetes de Rafal Rubí són dues navetes d'enterrament, construccions funeràries datades entre l'edat del bronze mitjà i final i exclusives de l'illa de Menorca. Tenen planta de ferradura i el seu aspecte exterior recorda el d'una barca invertida, d'allà el seu nom de naveta (diminutiu de nau). Corresponen als moments finals de l'època pretalaiòtica i els moments inicials de l'època talaiòtica. Són tombes col·lectives del mateix tipus que la naveta des Tudons però de dimensions més petites i amb la particularitat d'estar molt pròximes una de l'altra. Ambdues tenen una llosa perforada d'accés a la cambra interior, que està dividida en dos nivells. En tots dos casos s'accedeix al nivell superior a través d'un conducte vertical que s'obre al sostre del passadís d'entrada a l'edifici, anomenat ximeneia. Estan construïdes amb tècnica ciclòpia, és a dir, amb pedres de grans dimensions col·locades formant filades que encaixen entre si i sense argamassa.

## Naveta nord
La naveta nord o septentrional és de planta absidal allargada, de 13,6 metres de longitud total i 9 metres d'amplada màxima. L'alçada màxima conservada a la façana és de 3 metres, tot i que originalment era més alta. La vegetació i el pas del temps no han permès conservar el pis superior. La façana és lleugerament còncava i està construïda amb blocs relativament regulars, amb filades horitzontals en el parament exterior. Actualment l'absis està destruït i falta probablement una de les lloses de coberta, de la qual es conserven només cinc grans lloses. Segons explica F. Hernández Sanz (1910), fa molts d'anys un vedell es va refugiar dins la naveta i davant la impossibilitat del pagès per fer-lo sortir, va decidir fer un forat a la part posterior de la naveta per recuperar-lo. Posteriorment es va reconstruir aquesta part per tapar el forat que s'havia deixat al fons de la naveta.
Aquesta naveta es va excavar i restaurar l'any 1977, sota la direcció de Guillem Rosselló Bordoy, i va proporcionar restes òssies humanes localitzades tant a la cambra superior com a l'inferior.

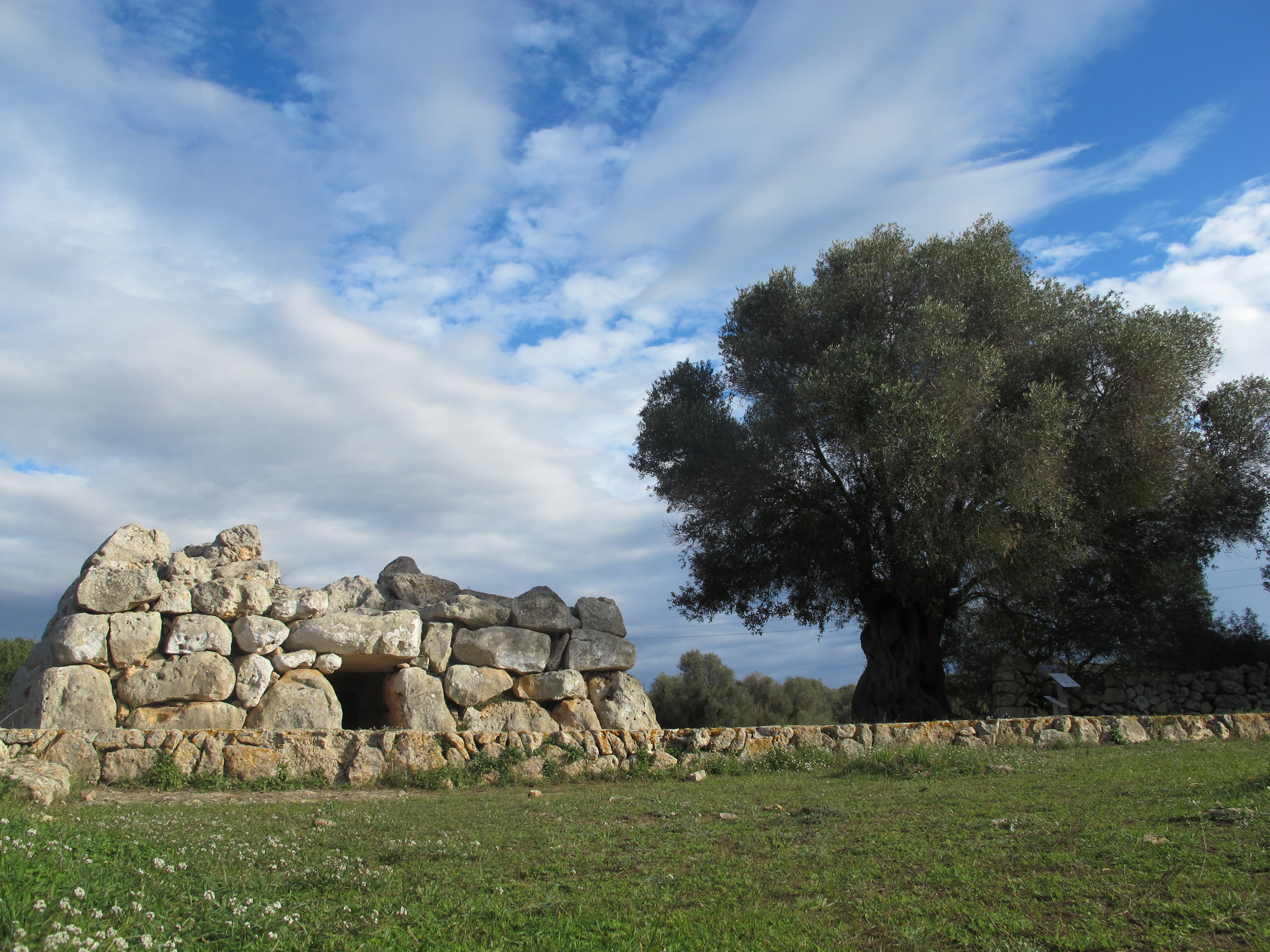
Naveta Nord
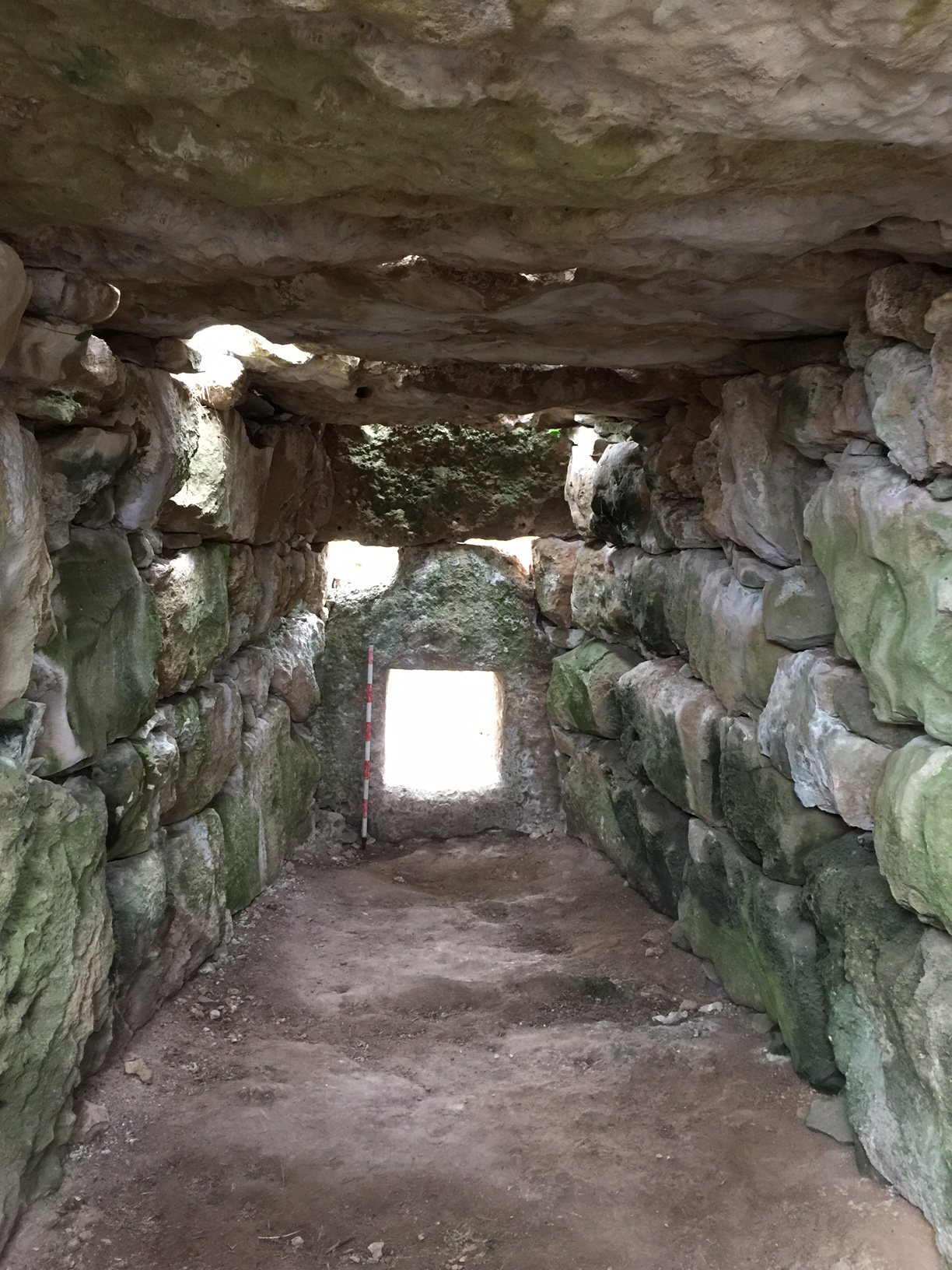

## Naveta sud
La naveta sud o meridional fa 13,75 metres en l'eix longitudinal, per una amplada màxima de 8,70 metres. Cal ressaltar que sobre l'entrada es localitza una lleixa formada per una llosa. També a l'absis de la cambra es localitza una lleixa formada per dues lloses planes, de funció desconeguda. L'entrada d'aquesta naveta va ser picada i ampliada en època recent per aprofitar la construcció com a lloc per resguardar el bestiar de les inclemències meteorològiques. Tot i això, la cambra inferior es conserva amb un bon estat gràcies a una restauració feta el 1968.

Als anys seixanta va ser objecte d'una excavació arqueològica dirigida per Guillem Roselló Bordoy i Maria Lluïsa Serra Belabre que va proporcionar fragments de ceràmica del bronze mitjà, de formes globulars i esfèriques. També es van trobar dos objectes de metall, una dena bicònica de bronze i un fragment de torca o vareta, també de bronze. Aquests objectes formarien part de l'aixovar funerari, relacionat amb les creences en una altra vida després de la mort. Pel que fa a restes òssies, només se'n van trobar a la cambra superior, segurament a causa d'espolis i usos posteriors, però E. Cartailhac a finals del s.XIX en va veure a l'interior. Cal destacar un crani, possiblement d'una dona, amb una trepanació, una pràctica mèdica que consisteix a foradar el crani. 

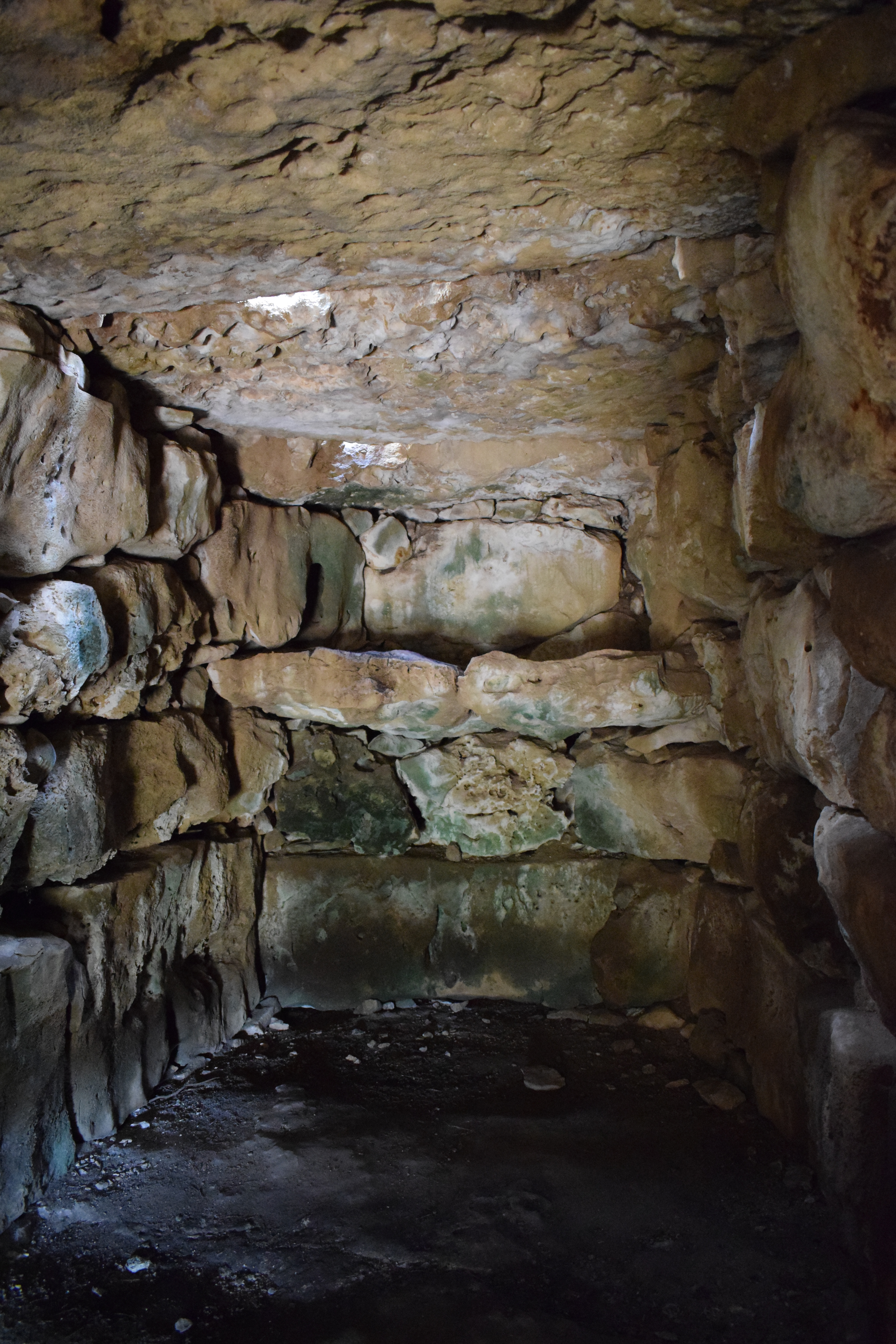
Naveta Sud
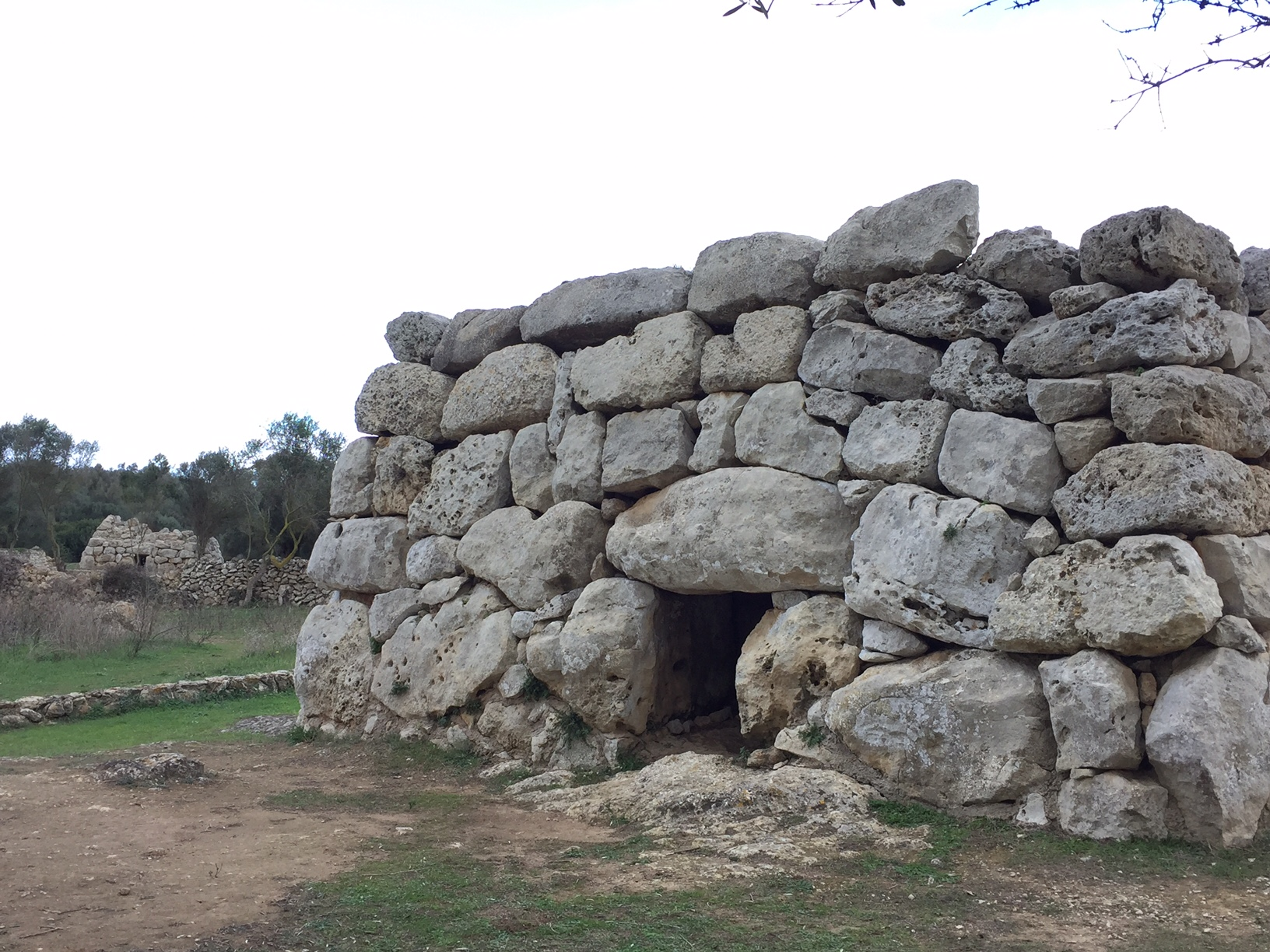

## Accés
S'hi accedeix per la carretera general Me-1. Sortint de Maó en direcció a Alaior, en el punt quilomètric 6,6, hi ha una desviació a la dreta, a través de la qual s'accedeix a un camí rural. Poc després, a uns 100 metres, a l'esquerra del camí, se situa l'entrada al monument.